# Amtstue
En amtstue var en forvaltningsenhed som foretog skatteopkrævning.
Der fandtes en amtsstue i hvert amt, men store amter kunne have flere amtsstuer. Amtstuerne blev ledet af en amtsforvalter, og var det samme som amtmandens kontor.
I 1946 oprettedes amtsligningsinspektorater for at bistå amterne med det amtslige ligningsarbejde. Efter 1967 blev amtstuer og amtsligningsinspektorater efterhånden slået sammen til amtsskatteinspektorater.
Amtstueskatter, var en populær fællesbetegnelse for de skatter og afgifter af fast Ejendom, som halvårligt betaltes på amtstuen.

## Amtstuer i 1777
Før indførelsen af de nye større amter i 1793 opkrævede en kongelig amtstue skatter og afgifter i områder, der ofte omfattede flere af datidens små amter. 
- Amtstuen i Ringsted (Ringsted Amt og Sorø Amt)
- Amtstuen for Nyborg og Tranekær amter
- Amtstuen i Aalborg (Åstrup, Sejlstrup, Børglum og Aalborghus amter)
- Amtstuen i Thisted (Dueholm, Ørum, Vestervig Amter)
- Amtstuen i Ribe (Riberhus Amt )
- Amtsstuen i Ringkøbing fra 1671 (Bøvling og Lundenæs amter)
- Amtstuen i Kolding (Koldinghus Amt)
- Amtstuen i Skive (Skivehus og Hald amter)
- Amtstuen i Aarhus (Havreballegård, Stjernholm og Kalø amter)
- Amtstuen i Skanderborg (Skanderborg og Åkær amter)
- Amtstuen i Randers (Dronningborg, Silkeborg og Mariager amter)